# Hebrew Union College
Hebrew Union College (pełna nazwa: Hebrew Union College-Jewish Institute of Religion) – najstarsza uczelnia w Stanach Zjednoczonych, kształcąca rabinów reformowanych, kantorów i znawców judaizmu. HUC-JIR ma kampusy w Cincinnati, Nowym Jorku, Los Angeles i Jerozolimie. Założone zostało w 1875 roku przez Isaaca Mayera Wise’a. Pierwszy kampus zlokalizowany był w Cincinnati. W latach pięćdziesiątych otwarto pozostałe kampusy w USA, a kampus w Jerozolimie w 1963 roku.  Absolwentem jest naczelny rabin Beit Polska Burt Schuman.